# Władysław Dziduszko
Władysław Dziduszko (ur. 1 lutego 1899 w Gródku Jagiellońskim, zm. 17 lutego 1972 w Sanoku) – polski nauczyciel, organizator oraz pierwszy dyrektor szkół mechanicznych przy Fabryce Wagonów w Sanoku.

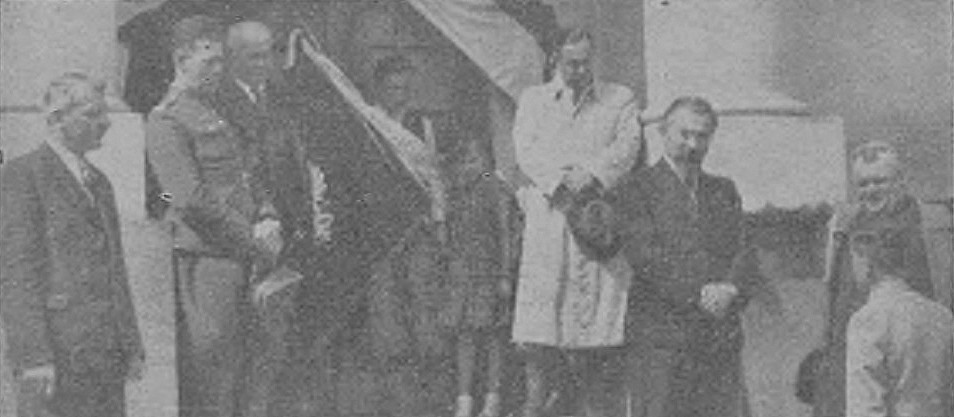
Szkoła Powszechna w Ustrzykach Dolnych na Fundusz Obrony Narodowej (1939). Pierwszy z lewej dyrektor szkoły Władysław Dziduszko

## Życiorys
Urodzony 1 lutego 1899 w Gródku Jagiellońskim, gdzie ukończył szkołę podstawową a następnie gimnazjum. W 1918 powołany do c.k. armii, walczył na froncie włoskim, gdzie dostał się do niewoli. Po odzyskaniu przez Polskę niepodległości w 1920 brał udział w wojnie polsko-rosyjskiej. Po jej zakończeniu uczęszczał na Wyższy Kurs Nauczycielski we Lwowie oraz rozpoczął studia zaoczne na Wydziale Prawa Uniwersytetu Jana Kazimierza. Pracował w szkołach podstawowych w Gródku Jagiellońskim, Haliczanowie, Putiatyczach i 7-klasowej Szkole im. Józefa Piłsudskiego w Ustrzykach Dolnych w latach 1933–1939, której był dyrektorem.
Podczas mobilizacji w sierpniu 1939 nie otrzymał żadnego przydziału w 2 pułku Strzelców Podhalańskich i powrócił do Ustrzyk Dolnych zajętych 17 września 1939 po agresji ZSRR na Polskę. Po nastaniu okupacji sowieckiej ziem polskich został mianowany przez nowe władze na dyrektora sowieckiej szkoły w Ustrzykach, a następnie awansował na inspektora szkolnego wszystkich szkół w rejonie ustrzyckim 1939-1941, obwodu drohobyckiego.
Po zajęciu Ustrzyk przez oddziały niemiecko-słowackie został usunięty ze stanowiska dyrektora i wydalony ze szkoły.
W swoim życiorysie Władysław Dziduszko napisał, że w 1943 będąc pracownikiem miejscowej rafinerii ropy nawiązał kontakt z kapitanem WP o pseudonimie „Irka”, dzięki któremu wstąpił do zakonspirowanego plutonu Armii Krajowej podległego dowództwu w Polanie, ten zaś miał podlegać dowództwu batalionu AK w Fabryce Wagonów w Sanoku.
Po przejściu frontu wschodniego w 1944 z polecenia władz sowieckich organizował na nowo szkołę podstawową w Ustrzykach Dolnych. Do Polski powrócił 15 lipca 1945 (Ustrzyki pod okupacją sowiecką pozostały jeszcze do 1951). Po przyjeździe do Polski przeprowadził w Inspektoracie Szkolnym w Sanoku weryfikację wszystkich dotychczasowych nauczycieli w powiecie sanockim, która trwała od 1945 do 1946.  Po jej zakończeniu w 1946 Władysław Dziduszko zgłosił się do ówczesnego dyrektora miejscowej fabryki wagonów Filipa Schneidera i wyraził chęć podjęcia się organizacji przyfabrycznej szkoły zawodowej. Od 1 września 1946 Władysław Dziduszko z nadania Zjednoczenia Przemysłu Taboru i Sprzętu Kolejowego „Tasko” pełnił obowiązki dyrektora Szkoły Przemysłowej przy Fabryce Wagonów do 1952. Za jego kadencji rozpoczęła się budowa nowego gmachu szkoły przy ulicy Stróżowskiej dzielnicy Posada. W marcu 1952 Dziduszko został odwołany ze stanowiska dyrektora i odtąd pracował jako etatowy nauczyciel matematyki i fizyki aż do 1968. Po przejściu na emeryturę jako nauczyciel dochodzący pracował w szkole do 1971.

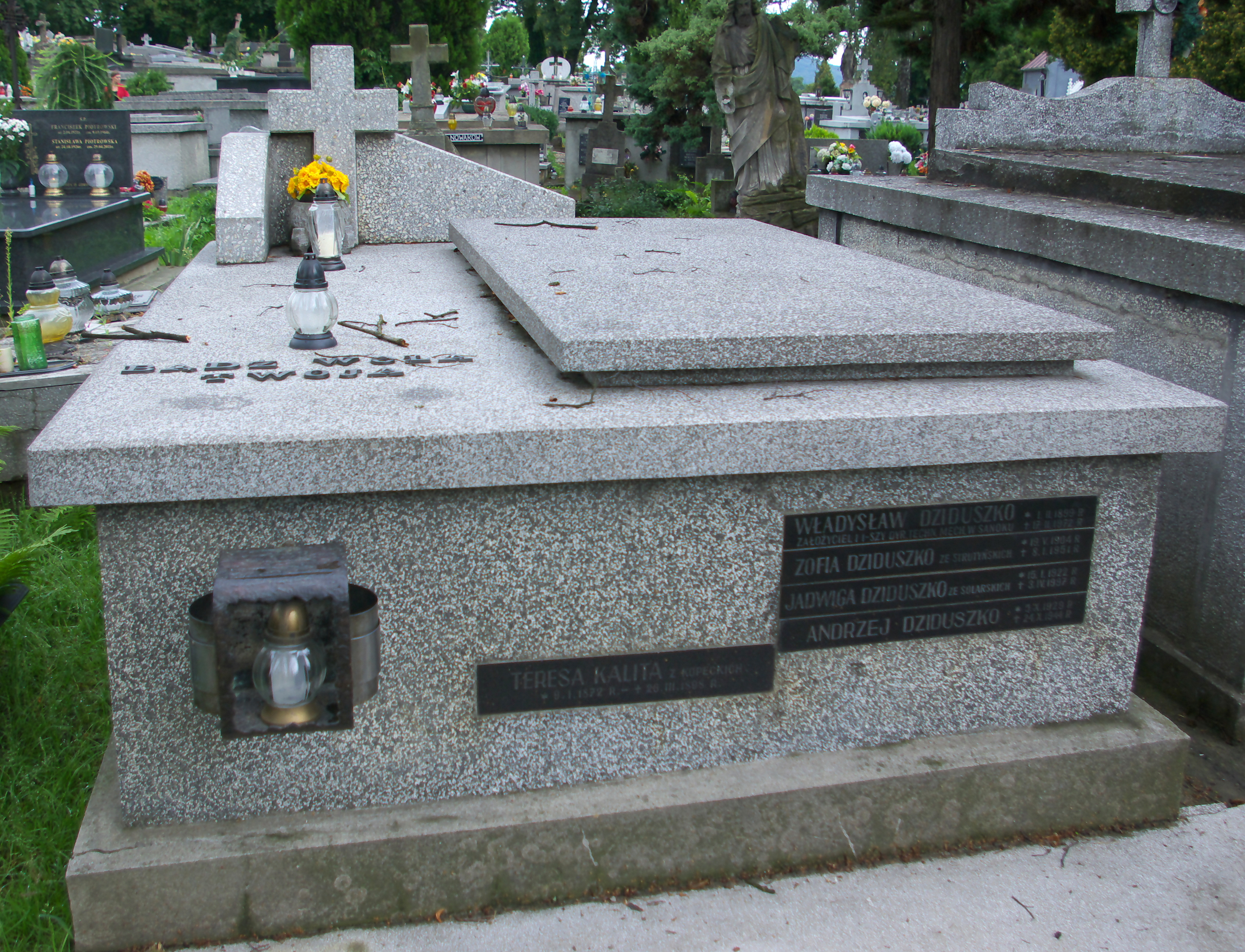
Grobowiec rodzin Dziduszków w Sanoku

Zmarł 17 lutego 1972 w Sanoku. Został pochowany w grobowcu rodzinnym na cmentarzu przy ul. Rymanowskiej w Sanoku.
Jego żoną była Zofia z domu Strutyńska (1904-1951). Miał synów Andrzeja (1929-1944) i Janusza (1938, inżynier architekt mieszkający w Tarnowie, artysta tworzący w oryginalnej, nie spotykanej technice malowania kredkami szkolnymi na papierze ściernym).

## Odznaczenia
- Złoty Krzyż Zasługi (1957)
- Złota Odznaka ZNP (1959)